# Радіо і телебачення Джибуті
Радіо і телебачення Джибуті (РТД) (араб. إذاعة وتلفزيون جيبوتي; фр. Radiodiffusion télévision de Djibouti) — національний мовник Джибуті. Станція базується в місті Джибуті і є єдиним засобом масової інформації в країні. РТД веде мовлення арабською, французькою, афарською та сомалійською мовами.
Окрім РТД, уряд країни не дозволяє жодних інших мовників. За даними «Репортерів без кордонів», РТД використовується для урядової пропаганди. Опозиційний мовник «La Voix de Djibouti» протягом десяти років мовив як онлайн-радіо з Бельгії, у червні 2020 року він відновив наземне мовлення на орендованій у Болгарії станції на коротких хвилях.
РТД експлуатує потужний середньохвильовий передавач, який транслює арабомовну американську урядову програму «Радіо Сава» для всієї Східної Африки.